# Arquitectura militar en la Antigua Grecia
La arquitectura militar en la Antigua Grecia se ocupó de proyectar y construir edificios destinados a fines militares. Nace en época micénica. Los aqueos, conquistadores de la Grecia continental, edificaron sus ciudadelas basándose en los palacios minoicos de Creta y fortificándolas con piedras ciclópeas. De este modo nacieron las murallas de piedra y las primeras soluciones para la protección de las puertas de las ciudades, los puntos más vulnerables, basándose en la táctica militar griega que obligaba a los soldados a portar el escudo a la izquierda. Los micénicos construyeron sus fortalezas elevadas y rampas de acceso; su difícil ascenso permitía apuntar a los defensores a los flancos derechos de los soldados, desprotegidos.
El desarrollo de la arquitectura militar sufrió un parón durante la Edad Oscura, de tal manera que muchas ciudades ya no se fortificaban, aunque algunas como Esmirna siguieron haciéndolo. En el siglo VI a. C. se reanudó la construcción de murallas y torres, y en el siglo IV a. C. la arquitectura militar griega alcanzó su máximo esplendor.

## La construcción
Al menos desde el siglo VI a. C., las construcciones militares griegas se financiaban con fondos públicos o gracias a los saqueos realizados durante las campañas militares. Varios textos dejan constancia de que algunos hombres ricos donaban dinero para este tipo de construcciones.
Los asalariados (carpinteros, canteros y demás profesionales) eran dirigidos por un arquitecto (architékton) que se encargaba tanto del diseño como de la dirección de obra. Un ejemplo de esta práctica nos lo da un documento ateniense, donde se dice que la Asamblea destacó a un arquitecto para arreglar los desperfectos de la muralla entre el 307 y el 306 a. C. Otro documento nos habla de la paga a un arquitecto en concepto de obras en el Erecteión, en los años 409-408 a. C.

## Las murallas

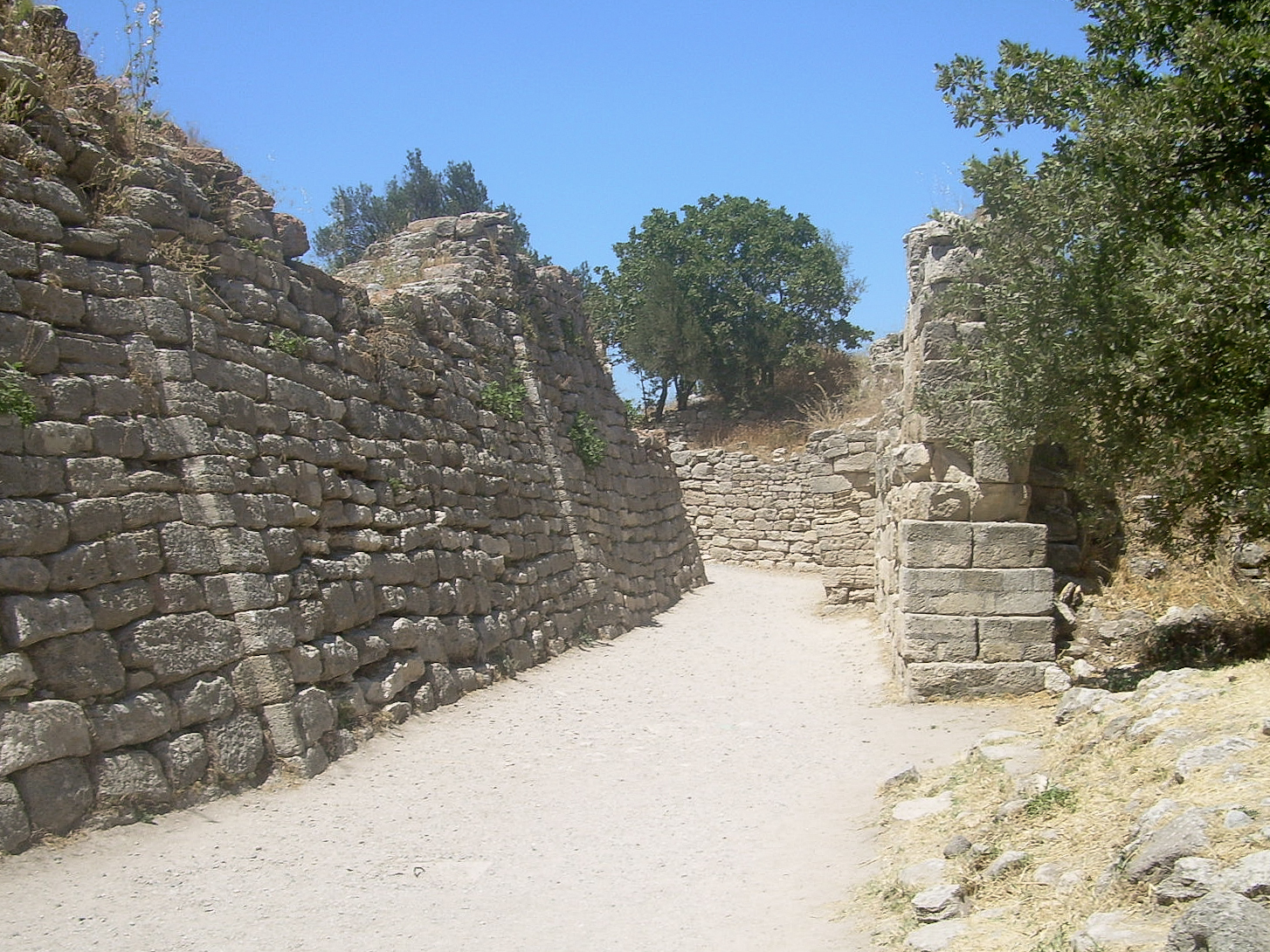
Murallas defensivas de Troya.

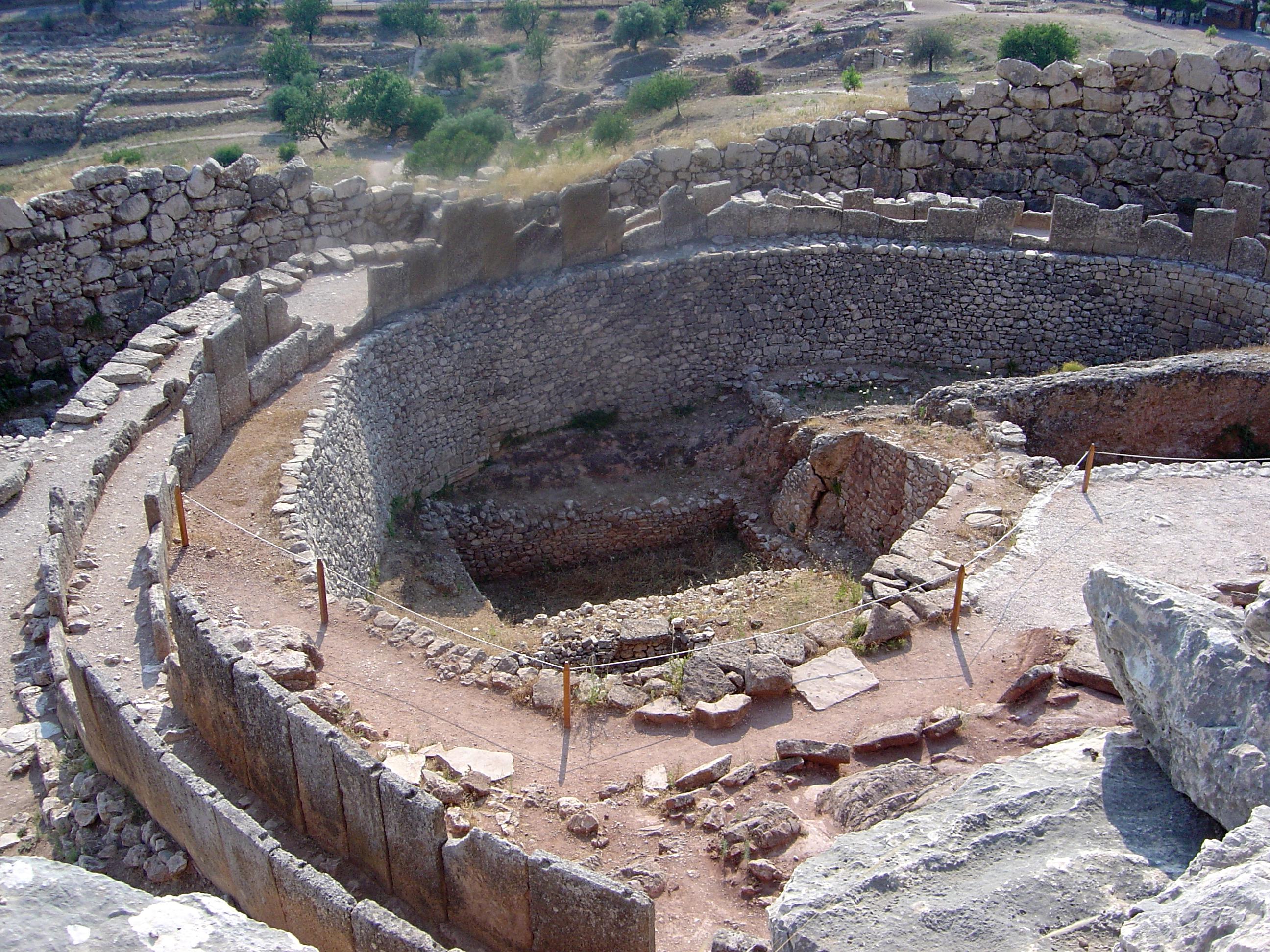
Ruinas de Micenas.

Los griegos defendieron desde antiguo sus ciudades con murallas, de las cuales las más antiguas dieron lugar a los recintos fortificados que llamamos acrópolis. Sin embargo, situándonos ya en el período helénico, las murallas en las nuevas ciudades aparecen en el siglo VI a. C.; un hecho tardío, pues la población se refugiaba en las acrópolis o en una fortaleza en caso de peligro. Hay que tener en cuenta, además, que las fortificaciones eran tan caras en Grecia que superaban los recursos de muchas ciudades-estado. Este hecho se veía magnificado en casos como el de Esparta, ciudad formada por varios núcleos de población distribuidos en una superficie más o menos extensa, por lo que existían espacios libres entre los barrios (véase Laconia).
Las murallas de las ciudades, que no de las fortalezas, se construían como defensa ante peligros consabidos como las guerras contra Persia, aunque fueron habituales en la Grecia continental desde la época micénica y existieron casos en las colonias anteriores al siglo VI a. C., como lo fue Esmirna (Anatolia).
Había que tomar en consideración los agujeros que forzosamente tenían que aparecer en la base de la muralla, como la evacuación de aguas, diseñándolas para ser lo más pequeñas posible y poco visibles. Así mismo se elevaban taludes en las esquinas para evitar los ángulos muertos en la visión, lo cual afectaba a la altura de los paramentos.
Robert Walpole hizo a comienzos del siglo XIX la siguiente clasificación de murallas y fortalezas, atendiendo a su forma de construcción:
1. Muros ciclópeos, es decir, de grandes piedras, típicas de la Grecia micénica.
2. Muros construidos con piedras irregulares de tamaño medio, las más habituales. A pesar de las diferencias entre piezas, estas se labran con siete y ocho lados y se colocan a hueso de manera que formen un conjunto compacto.
3. Muros de piedras más o menos homogéneas dispuestas en hileras similares. Es típico de Micenas y Tirinto.

### Funciones de las murallas
La única función aparente de la muralla griega era la defensa, de manera que eran infraestructuras libres en cuanto a planta y recorrido, y no tenían que coincidir con límites territoriales, como en el caso de las romanas. Se adaptaban a la topografía del terreno y buscaban cortar el paso de los enemigos, caso de la muralla construida por Pericles entre Atenas y El Pireo, que comunicaba ambos sitios como un corredor elevado y evitaba que los enemigos cortasen la conexión entre ambos núcleos. En la antigua Grecia se construían muros tratando de establecer un sentido de pertenencia con el asentamiento.

### Construcción y materiales
El material habitual era la piedra, aparejada rectangularmente, es decir, con piezas de caras con cuatro lados (sillar), siendo el resultado final un paralelepípedo (medio más barato). Si la ciudad disponía de suficientes recursos, encargaba labrar las piedras por varias caras (5 o 6) y las aparejaban de manera poligonal, lo cual confería más resistencia a la muralla. Estas murallas estaban sujetas a remodelaciones y tensiones políticas entre los Estados, lo que daba lugar a que hubiera diferencias de altura palpables en una misma muralla, o que incluso se modificase parte del trazado.
El método corriente de construcción de una muralla era el emplecton, que consistía en aparejar dos paredes pétreas paralelas y rellenar el interior con arcilla y mampostería.
En el caso de los pasos para vigilancia se construía una muralla más ancha con base en una estructura de madera, y se resguardaba el camino elevado con almenas. Con la mejora de la maquinaria de guerra estas almenas se sustituyeron por pequeñas aberturas en continuación elevada del muro, a modo de aspilleras por las que disparar los proyectiles (epalxis). En ocasiones estos caminos se cubrían con una techumbre para evitar que los proyectiles de balistas y otras máquinas los alcanzaran desde arriba, sobrepasando las almenas o el epalxis. A veces el camino de vigilancia o de ronda no era lo suficientemente ancho para la trasfusión de tropas, en cuyo caso se recurría a una estructura auxiliar que permitiese la creación a un nivel inferior de un nuevo paso.
En torno al siglo IV a. C. los griegos se dieron cuenta de que podían utilizar el adobe como sustituto de la piedra. Gracias a sus propiedades plásticas absorbía mejor los impactos sin romperse. Las construcciones de adobe se construyeron encima de las pétreas, si estas ya existían. Si no había muralla anterior se edificaban los cimientos en piedra, e igual sucedía cuando había una estructura de madera, para evitar que los zapadores cavasen un túnel hasta ellos y prendiesen fuego, derribando la estructura. (Véase Los trabajos de desmonte)
Una estrategia eficaz era el hecho de sustituir las torres -de un coste muy elevado- por tramos de muralla conectados que avanzaban y retrocedían sobre el terreno, de manera que desde arriba, en caso de ataques frontales, los defensores podían atacar los flancos del enemigo (disposición en cremallera). Ejemplos de este sistema se dan en Mileto o las ciudades macedónicas.

## Puertas

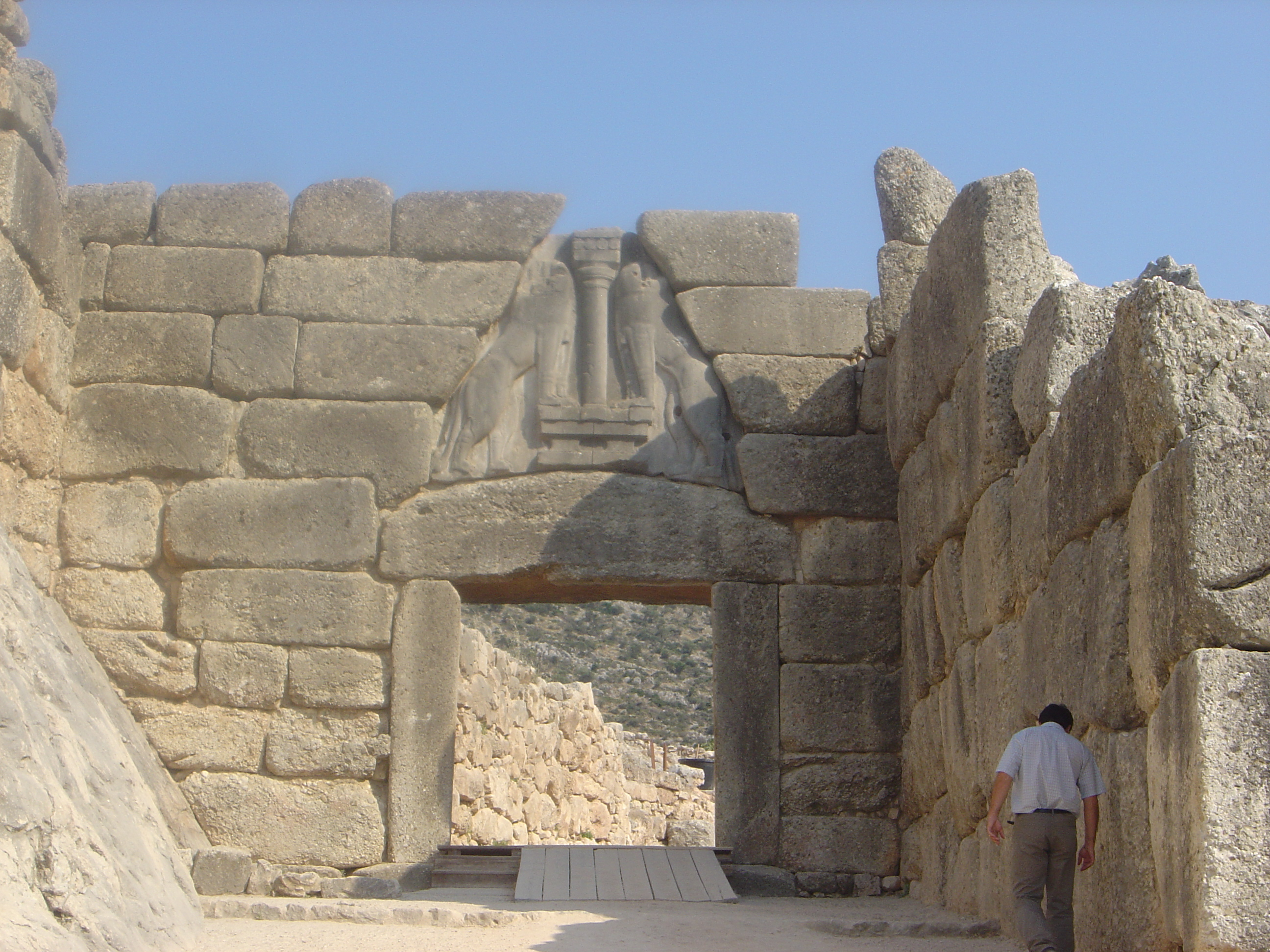
Puerta de los Leones de Micenas, encontrada y restaurada en 1841.

Las puertas o propileos constituían las zonas más fáciles de atacar en un asedio, por lo que se inventaron soluciones desde antiguo, que en muchos casos se combinaron.
- Un primer método sería crear un espacio de transición entre la ciudad y el exterior, a modo de patio cuyo recorrido es inevitable (Troya).
- Otro método era doblar el muro formando un corredor en el que los asaltantes tenían que cubrirse de los ataques a ambos lados (Mantinea).
- También podían crearse varias puertas seguidas, dos o tres, que retrasaban la entrada de los ejércitos.
- El caso más eficiente era flanquear la entrada con dos torres defensivas que la protegieran (Corinto).
- Una variante del caso anterior era colocar una única torre, aprovechando las particularidades orográficas del terreno, para obligar a los agresores a entrar desde la izquierda. Desde la torre podía entonces atacarse el flanco derecho, que en los ejércitos griegos eran más vulnerables.
- Otra solución consistía en colocar la puerta al lado de un requiebro del muro, de tal manera que no podían penetrar las máquinas de asedio, y los defensores podían en un momento dado salir y volver a entrar en rápidas incursiones.
- Así mismo está la poterna, un hueco en la muralla de dimensiones muy reducidas que permite el paso a una única persona, por lo que es muy fácilmente defendible.

## Torres de defensa
Las torres de defensa eran estructuras tremendamente costosas, cuya función era evitar que los enemigos se acercasen a la muralla y la atacasen directamente. Se construían en piedra o adobe, y solían ser macizas hasta la altura de la planta de defensa, evitando que los arietes las derribaran golpeando una primera planta. En la Grecia helénica este sistema queda obsoleto, instaurándose una planta baja (caso de Caria) con ventanas por las que disparar, para mejorar el rendimiento de la defensa.

### Tipos
- Planta cuadrada o rectangular: La más habitual y barata. Tenían el fallo de los ángulos de visión limitados, ya que desde una de las caras no se tiene conciencia de lo que pasa en las otras.
- Planta poligonal: Solución intermedia en coste y eficacia entre las torres rectangulares y circulares. Ampliaban la visión pero seguían siendo más vulnerables en los extremos laterales.
- Planta en pico: Otra solución intermedia, con peor defensa lateral.
- Planta semicircular: Más caras y de construcción compleja. Sus muros curvos eran capaces de desviar la dirección de los proyectiles sin que estos impactaran plenamente en ellos. Por otro lado su visión era bastante amplia.
- Planta circular: La carencia de ángulos muertos en los extremos hacía de estas torres la mejor opción de defensa de una ciudad.[1] También suponían un coste elevado que no todas las polis podían permitirse. Su uso se extendió sobre todo por el Peloponeso, pero nunca llegaron a construirse demasiadas.

## Torres vigía
Las torres vigía o phyktorion eran estructuras exentas y alejadas de la ciudad a la que pertenecían pero en contacto visual con ella. Poseían una gran entidad propia, llegando a convertirse en algunos en casos en pequeñas fortalezas (como la de Massalia). También requerían más recursos para su construcción que las torres de defensa.
Sus funciones eran avisar a las ciudades-estado de la aproximación de enemigos y defender su posición.
A veces, para mejorar su resistencia y su defensa, se construían sus muros inclinados, en forma de talud. Esto les permitía soportar mejor el ataque de la maquinaria pesada como los arietes.

## Fortalezas

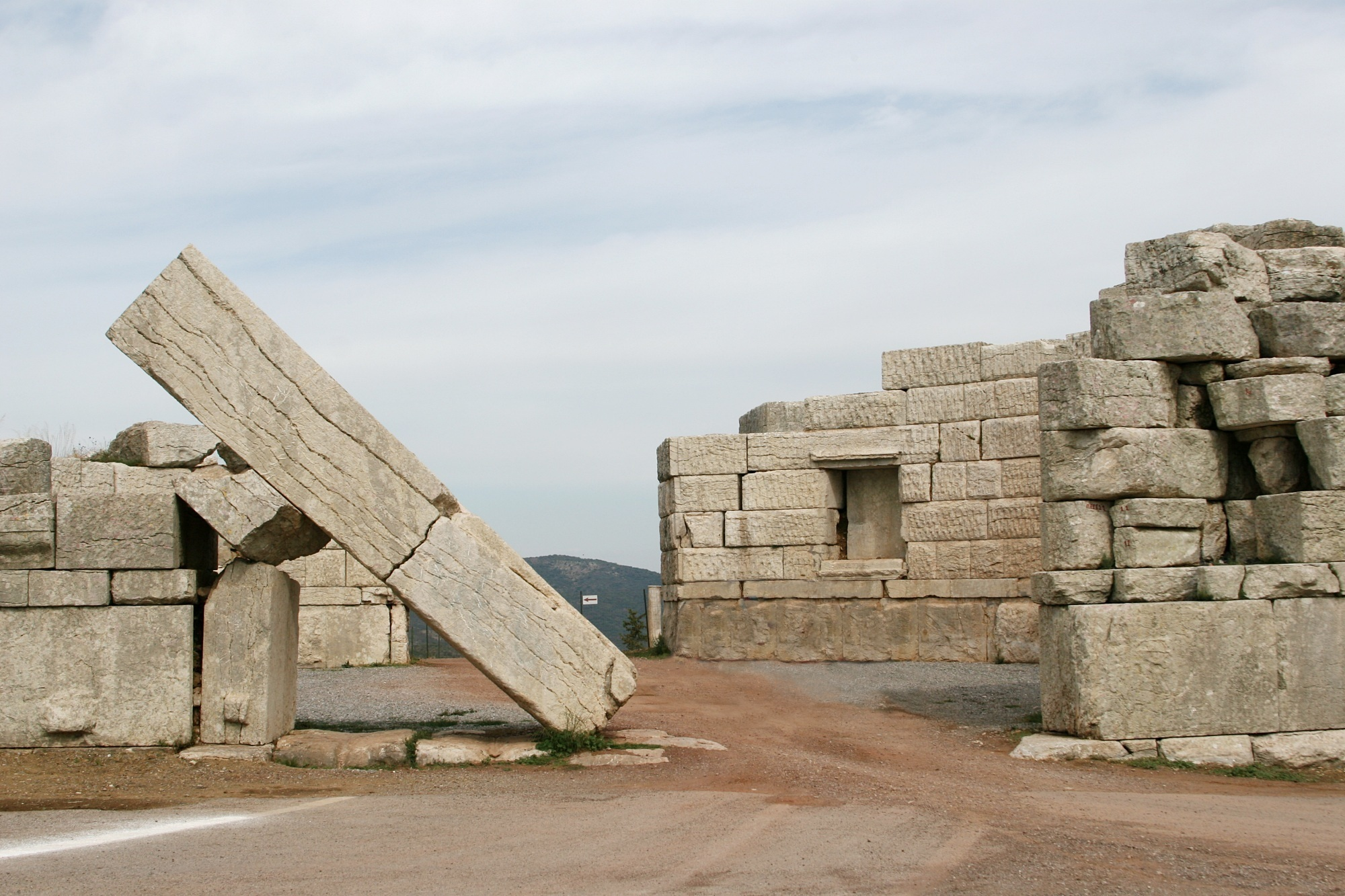
Puerta fortificada de Mesene.

Las fortalezas griegas aparecieron en dos contextos. 
- Antiguos centros de las ciudades, fortificados desde edades tempranas, que al crecer estas funcionaban de elemento defensivo y albergaban al conjunto de la población. Se asocian aquí las acrópolis como Tirinto y las fortalezas de los gobernantes como la de Micenas. Las acrópolis posteriores como la de Atenas, a partir del gobierno de Pericles, se entienden como centros religiosos magnificados, públicos y monumentales, más que como fortalezas, ya que surgen en ciudades que se han expandido y han sido rodeadas por nuevas murallas.
- Refuerzos de torres vigía y planificaciones fortificadas en las inmediaciones de las ciudades, con vistas a las urbes y a sus campos, que avistaban al enemigo y protegían el territorio.

## Fosos
Aunque los fosos existieron desde siempre, normalmente asociados a las murallas, no es hasta el siglo IV a. C. cuando se generalizan, entorpeciendo el traslado de la maquinaria de asedio y las tropas. Su anchura era muy variable, y podían llegar a ser verdaderamente grandes, habiendo casos constatados que llegaban a los 20 metros.
Cuando aparecían pegados a las murallas servían para aprovisionar de agua a la polis sitiada, además de como elementos defensivos. Una técnica eficiente era hacer comunicar unos túneles subterráneos con los fosos, de tal manera que pudieran drenarse todo aquello que los atacantes tirasen con el objetivo de clausurar el foso.

## Campos fortificados
Los campos fortificados son una evolución de los fosos, con el objetivo de impedir o atrasar el avance de las tropas y la maquinaria y sobre todo, de la maquinaria de largo alcance, que podía alcanzar las ciudades a distancias de 200-300 metros.
En estos campos se colocaba todo lo que las mentes griegas eran capaces de inventar: fosos, trampas cubiertas con estacas afiladas, muretes, aprovechamiento de la vegetación y la topografía.
Un dato curioso es que estos campos podían ser construidos tanto por los defensores como por los atacantes. En el segundo caso se encontraban emplazamientos estratégicos, normalmente frente a las puertas, y se abrían zanjas y construían parapetos para defenderse de los proyectiles y almacenar provisiones y armamento. En ese caso la situación se invertía y no importaba que los atacantes no llegaran a las murallas, puesto que el objetivo era que los defensores no alcanzasen a los atacantes. Esta técnica fue la que utilizaron los atenienses en el asedio de Epidauro.